# TV Plus
TV Plus bila je lokalna televizijska postaja iz Jastrebarskog. Osnovana je 2003. da bi sredinom 2007. ušla u krizu izazvanu odnosima među suvlasnicima. Televiziji prijeti propast i nalazi se u velikim teškoćama. U siječnju 2008. preuzima je Davorin Štetner, tada 26-ogodišnjak te postaje jedini vlasnik, a TV Plus d.o.o. izlazi iz osmomjesečne krize ojačan novom upravom i osvježenim djelatnicima.
Zanimljivost i kuriozitet su informacije da je Grad Jastrebarsko najmanji grad na području Hrvatske s televizijskom kućom, a Davorin Štetner - najmlađa osoba u vlasništvu televizijske kuće u Hrvatskoj.
Početkom 2009. Štetner uspijeva uvesti strateške partnere u vlasništvo tvrtke te time osigurava sredstva za razvitak televizije. U istoj godini TV plus uspijeva ishoditi dozvolu za odašiljački sustav na brdu Japetić (879 m) te time proširuje područje gledanosti. Iste godine TV plus se useljava u novi, moderan TV centar površine preko 400 kvadratnih metara na Tržnom centru Jastrebarsko. 2010. godine uspješno produžuje koncesiju na period od 10 godina.
Početkom 2011. godine Štetner prodaje većinski paket dionica televizije tvrtki Beton-Lučko d.o.o. i odlazi s mjesta direktora i glavnog urednika. Televizija u lipnju seli u Lučko.

## Pokrivenost signalom
Signalom s odašiljača Tusti vrh na Medvednici podno Sljemena u lokalnom multipleksu D (MUX D) na 57 kanalu UHF-a TV Plus se mogla pratiti u pet objedinjenih digitalnih lokalnih podregija koje obuhvaćaju:
d44 - Grad Zagreb, Velika Gorica, Sveta Nedelja, Stupnik i dio općine Samobor
d45 - Jastrebarsko, Klinča Sela, Krašić i Pisarovina
d46 - Karlovac, Lasinja, Ozalj, Žakanje, Draganić, Netretić, Duga Resa, Generalski Stol, Barilovići, Krnjak, dio općine Vojnić i Bosiljevo
d47 - Krapina, Zabok, Krapinske Toplice i dio općine Marija Bistrica
d48 - Sisak, Petrinja, Glina, Dvor, Kutina i Hrvatska Kostajnica

## Prestanak emitiranja
TV Plus je 9. travnja 2013. u 23:59 privremeno isključena iz sustava odašiljanja OiV-a. Privatna televizija Tv Plus trajno je ostala bez koncesije, odlučilo je Vijeće za elektroničke medije. Nakladnik televizije nije mogao podmiriti obveze prema tvrtci Odašiljači i veze. Odluku o trajnom oduzimanju koncesije Vijeće je donijelo nakon privremenog oduzimanja koncesije i produljenja roka u kojem nakladnik nije uspio riješiti svoja dugovanja.